# 北条貞時
北条 貞時（ほうじょう さだとき）は、鎌倉時代後期の北条氏一門の武将。北条氏得宗家当主、鎌倉幕府第9代執権（在職：弘安7年（1284年） - 正安3年（1301年））。
第8代執権・北条時宗の嫡男。母は安達義景の娘・堀内殿（覚山尼）。

## 生涯

### 誕生と元服
文永8年12月12日（1272年1月14日）、北条時宗の嫡男として鎌倉に生まれる。幼名は幸寿丸。
建治3年（1277年）12月2日に元服して貞時と名乗った。この様子は『建治三年記』の同日条に得宗家嫡男の元服の貴重な記録として残されている。この時の烏帽子親は明確には示されていないが、「二棟の御所西の御格子に上らる。西の御侍」の記述から、元服が行われた場所が二棟御所の西侍であり、「越州刻限を申さる。その後出御か。次いで賢息（＝貞時）御簾中に参らる。」という表現から当時の将軍・源惟康が立ち会ったことが窺えるため、これまでの得宗家当主と同様に将軍（源惟康）を烏帽子親として元服したものとみられている。
元服に際しては烏帽子親の偏諱（実名の1字）を受けることが多いが、「貞時」の名乗りを見て分かる通り、将軍の偏諱（源惟康の「惟」または「康」の1字）は受けなかったようである。同時代（の上の立場）の者で「貞」の字を用いる人物はおらず、研究では祖先とされる平貞盛に肖ったものとする見解が示されている。元々は細川重男がこの説（加えて貞時の息子・高時の「高」が高望王に由来するとする説）を唱えたものの根拠なしとして論文等では示してはいなかったが、角田朋彦が根拠付きでこれを支持している。これは、細川が著書で、父の時宗の代に、得宗家による政治支配体制を確立させるにあたりその正統性を主張するために、祖にあたる北条義時を武内宿禰になぞらえる伝説が生まれて流布していたことや、時宗とは不可分の関係にあった平頼綱（貞時の乳母の夫にあたる）が自らの家格を向上させるため、次男・資宗（助宗とも書く）の名字（名前の1字）を平資盛に求めた可能性があることを述べており、こうした考え方が可能ならば、同様に時宗が自分の嫡男の名字を平貞盛に求めたと考えることができるのではないかという理由によるものである。加えて角田は、貞時の代には将軍→御家人という偏諱の授与の図式は存在せず、得宗家当主である貞時の「貞」の字が他の御家人に与えられる図式がこの時代に成立していたことが御家人の名前から窺え、これは得宗権力が確立していたことの徴証の一つとして読み取れるとする見解を示している。

### 家督相続と霜月騒動
弘安7年（1284年）4月に父・時宗が病死し、7月に13歳（満12歳）で執権に就任する。時宗の死から貞時の執権就任まで4ヶ月の執権不在期間があるが、どのような事情によるのか理由は不明である。時宗の死を知った六波羅探題北方の北条時村が鎌倉へ赴こうとして三河国で御内人に追い返され、また6月には六波羅探題南方の北条時国が悪行を理由に鎌倉へ召還されて常陸国へ配流の後に誅殺、8月には北条時光の陰謀事件が発覚し佐渡国へ配流されるなど、その初期治世は安定しなかった。これは貞時に兄弟がおらず、また叔父（父の弟）であった北条宗政・宗頼など有力親族が早世していたために幼い貞時を支えるべき藩屏が全く存在していなかったためとされる。
このため幕政は貞時の外祖父（ただし血縁上は外伯父）である有力御家人で弘安徳政を推進していた安達泰盛が掌握するが、泰盛の施策は得宗家の勢力を削減して御家人らの既得権益も侵したために幕府内で孤立した。このため得宗家執事（内管領）で貞時の乳母の夫にあたる平頼綱ら反安達勢力との対立が激化する。
弘安8年（1285年）11月17日、頼綱の讒言により泰盛を討伐する命を下す（霜月騒動）。これにより泰盛派は一掃され、頼綱が実権を掌握して権勢を振るった。

### 平禅門の乱と独裁権の強化
正応2年（1289年）には将軍惟康親王を退けて、持明院統の後深草上皇の皇子久明親王を将軍に擁立している。惟康の将軍解任と京送還の理由やくわしい経緯は不明だが、泰盛を霜月騒動で滅ぼした頼綱が、泰盛の弘安徳政と連動して京で朝廷内改革・徳政を行うなど親密だった大覚寺統の亀山上皇を危険視したことが原因で、妹の掄子女王と瑞子女王が後宇多天皇の後宮に入っていた惟康も大覚寺統に近い立場と見なされたとする説がある。
頼綱は貞時を擁して御家人保護を全面に出す事で権力基盤としていたが、内管領とは得宗家の家政機関の首長として強大な権力を持つ一方で幕府の主要構成員である評定衆・引付衆ではない御内人であり、将軍家に仕える御家人と北条家に仕える内管領ではそもそも身分差が大きく幕政を主導する事自体に無理があった。このため泰盛派の生き残りである宇都宮景綱ら有力御家人らの反勢力による不満が高まり、頼綱は窮余の策として得宗被官に監察権を与えて強圧的な政権運営を行なうが、これにより成長した貞時からも見切りをつけられることになる。正応6年（1293年）4月22日、貞時は幕政を壟断していた頼綱とその一族を鎌倉大地震（永仁の大地震）の混乱に乗じて誅殺した（平禅門の乱）。
実権を取り戻した貞時は、一門の北条師時（宗政の子で貞時の従弟。のち第10代執権となる（後述参照））や宗方（宗頼の子で貞時の従弟）らを抜擢し、また霜月騒動で追放されていた金沢北条家の北条顕時らの復権も断行して父の時代へ回帰することを基本方針として得宗家主導の専制政治を強力に推し進めた。10月には引付衆を廃止して時村・公時・師時・宗宣（のち第11代執権（後述参照））・顕時・長井宗秀・宇都宮景綱の7名を新設した執奏に任命するなど泰盛派の登用を後ろ盾として訴訟制度改革を行い、得宗家による専制政治の強化に努めた。ただし永仁3年（1295年）には執奏が廃され、再び引付が復活している。また、元寇後にも薩摩沖に異国船が出現するなどの事件もあり、永仁4年（1296年）には鎮西探題を新たに設置するとともに、西国の守護を主に北条一族などで固めるなどして、西国支配と国防の強化を行なっている。そして、元寇による膨大な軍費の出費などで苦しむ中小御家人を救済するために、永仁5年（1297年）に永仁の徳政令（関東御徳政）を発布するが、これは借金をしにくくなるという逆効果を招き、かえって御家人を苦しめた。

### 執権退任と嘉元の乱
正安3年（1301年）8月22日、貞時は出家し、執権職を従弟で娘婿の北条師時に譲ったが、出家後も幕府内に隠然と政治力を保った。出家の理由は不明だが、彗星（現在のハレー彗星にあたる）の飛来を擾乱の凶兆と憂慮したためとする説がある。貞時の嫡男菊寿丸は病弱で足が立たず、翌正安4年（1302年）9月に5歳で夭折しており、貞時は師時を後継者候補に考えていたとの推測もある。
嘉元3年（1305年）4月22日、貞時は鎌倉の宿館が焼失したため師時の館に移ったが、その翌日に貞時の命令として得宗被官・御家人によって連署の時村が殺害される事件が起こった。貞時は5月2日、時村殺害は誤りとして得宗被官の五大院高頼ら12人を誅殺し、4日には引付衆一番頭人の宗宣らが得宗家執事・宗方とその与党を誅殺した（嘉元の乱）。北条一門の暗闘の真相は不明だが、時村殺害は家格秩序や先例を無視した貞時の政治に抵抗する北条氏庶流を貞時が制圧しようとしたためで、時村暗殺に対する族内の反発が予想以上に強かったため、貞時は時村を殺害した得宗被官らを誅殺し、それでも反発が収まらなかったため、自分の責任を回避するために、宗方の陰謀として宗方とその与党を誅殺したとする説がある。また、執権の師時と宗方の対立、さらに得宗の貞時と歴代にわたって冷や飯を食わされていた宗宣の対立が背景にあったとする説もある。なお同年7月には貞時の二男金寿丸も夭折している。

### 乱れた晩年と最期
幕府の内外に問題を抱え、家庭的にも息子2人に先立たれた貞時の政治は次第に精彩を欠いて情熱は失われた。貞時は次第に政務をおろそかにして酒宴に耽ることが多くなり、徳治3年（1308年）8月には幕府官僚の平政連から素行の改善を願う趣旨の諫状を提出されている（『平政連諫草』）。同月4日には将軍の久明親王が廃されて子の守邦親王が擁立された。また延慶2年（1309年）1月に7歳で元服した三男高時の足場固めの布石として内管領の長崎円喜と外戚一族の安達時顕を登用し、2人を高時を補佐する両翼として備えようとした。
応長元年（1311年）9月22日には高時が成長するまでの中継ぎになっていた執権の師時が死去し、嘉元の乱で時村が死去した後に連署となっていた宗宣が執権に、時村の孫で貞時の娘婿の煕時が連署に就任するなど、最晩年の貞時政権下では世代交代と得宗権力の弱体化が進行し、貞時が平頼綱を滅ぼして以降築いてきた得宗による専制的な体制は崩壊していった。一方、最高権力者であるはずの貞時が政務を放棄しても長崎氏らの御内人・外戚の安達氏、北条氏庶家などの寄合衆らが主導する寄合によって幕府は機能しており、得宗も将軍同様装飾的な地位に祭り上げられる結果となった。
貞時は師時の後を追うように1ヵ月後の10月26日（1311年12月6日）に死去。享年41（満39歳没）。死に臨んで、貞時は長崎円喜と安達時顕の二人を枕元に呼び寄せ、高時を補佐し幕府を盛り立ててゆくよう命じたという。廟所は鎌倉市山ノ内の瑞鹿山円覚寺の塔頭佛日庵。木像も納められている。
高時は僅か9歳で得宗家の家督を継ぐが、既に貞時の晩年に得宗の地位は形骸化しており、政治的な主導権を発揮する機会もない形式的な存在のまま、元弘3年（1333年）の元弘の乱による鎌倉幕府の滅亡の時を迎えることになった。

## 人物・逸話

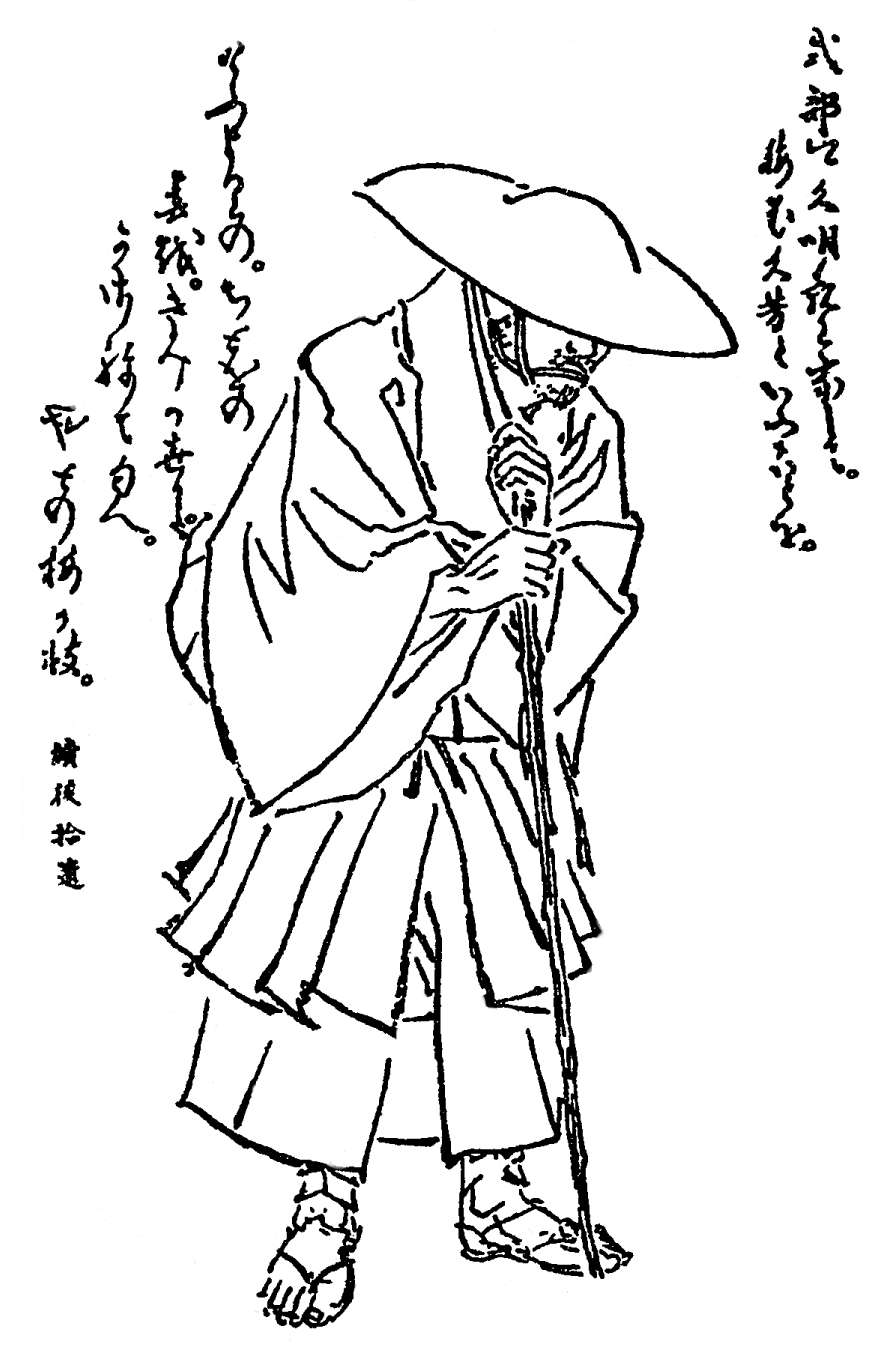
北条貞時（前賢故実）

古典『太平記』では、貞時は祖父の5代執権北条時頼と同様の廻国伝説がある。
貞時は得宗家による専制の強化を通じて幕府の権威回復に乗り出した。この改革を助けたのが、得宗の側近として活動してきた長崎円喜ら御内人であった。だが、得宗とその周辺への権力の集中は、やがて御内人をはじめとする幕府首脳部への権力の一極集中を促し、政治の腐敗などに繋がった。政治の紊乱は悪党の蠢動などの社会不安を惹起するなど、後の後醍醐天皇による討幕運動が始まる遠因を作り出した時代でもあった。
晩年の貞時の行状は乱れて連日のように酒宴を開いたが、一門の北条貞顕すらもその乱行に嘆いて書状で「連日御酒、当時何事もさたありぬとも覚えず候、欺き入り候、欺き入り候」と評し、また貞顕は円喜に奏上を頼んだ用件が年を越えても未だに奏上されていない事にも慌てたという（延慶3年〈1310年〉初頭における貞顕書状）。この貞時の乱行が次代の高時の乱行として引用される事もある。

## 系譜
- 父：北条時宗
- 母：堀内殿…安達義景の娘
- 妻：北条宗政の娘
- 妻：覚海円成…安達泰宗の娘
  - 男子：北条高時
  - 男子：北条泰家
- 生母不明
  - 男子：覚久
  - 男子：北条菊寿丸
  - 男子：崇暁
  - 男子：北条金寿丸
  - 男子：北条千代寿丸
  - 女子：北条師時室
  - 女子：南殿…北条熙時室
  - 女子：北条時基室
  - 女子[33]
  - 女子[33]

## 経歴
※ 日付＝旧暦
- 1272年（文永8年）12月12日、誕生。（数え年1歳）
- 1277年（建治3年）12月2日、元服。（6歳）
- 1281年（弘安4年）弘安の役。（10歳）
- 1282年（弘安5年）6月27日、従五位下に叙し、左馬権頭に任官。（11歳）
- 1284年（弘安7年）4月4日、幕府の執権と就る。（14歳）
- 1285年（弘安8年）4月18日、相模守に遷任。
  - 11月17日 霜月騒動。（15歳）
- 1287年（弘安10年）1月5日、従五位上に昇叙。相模守如元。（17歳）
- 1289年（正応2年）
  - 1月5日、正五位下に昇叙。相模守如元。
  - 6月25日、従四位下に昇叙。相模守如元。（19歳）
- 1293年（正応6年）4月、平禅門の乱。（22歳）
- 1297年（永仁5年）永仁の徳政令。（26歳）
- 1301年（正安3年）
  - 4月12日 - 従四位上に昇叙。相模守如元。
  - 8月22日 - 出家。崇演と号す。（30歳）
- 1305年（嘉元3年）4月、嘉元の乱。（34歳）
- 1311年（応長元年）10月26日卒去。（享年40、満39歳没）

## 偏諱を受けた人物

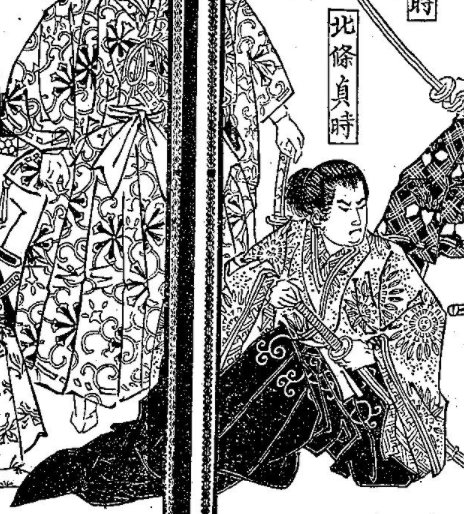
北条貞時／絵本鎌倉北条九代より。画：福井淳

貞時の代には｢貞｣の字を一般の御家人に下賜する図式が成立していたことが論文によって指摘されており（前述参照）、これに該当する人物は以下の者とみられる。

### 北条氏一門
- 北条貞規（得宗家一門・宗政流、師時の子）
- 桜田貞国（桜田時厳の子）
- 名越貞家（一部の系図で名越時家と名越高家の間に位置する人物）
- 名越貞宗
- 北条貞泰（娘婿、のちの第12代執権・北条煕時）
- 金沢貞顕（のち第15代執権）[8][34]
- 大仏維貞（貞宗）（北条宗宣（のち第11代執権）の子）[8][35]
- 大仏貞房（北条宗宣の弟）[35]
- 大仏貞宣（北条宗宣の弟）[35]
- 大仏貞直（北条宗宣の甥（弟・宗泰の子））[35]

ほか

### その他（御家人など）
- 足利貞氏[35][36][37]（足利尊氏・直義の父）
- 足利貞数（大板貞数、貞氏の父・家時の従兄弟）
- 加古貞基（加古基氏の息子）
- 足利家貞
- 安達貞泰[38]（5代当主宗景の子）
- 石川貞光
- 宇佐美貞祐[39]
- 宇都宮貞綱[40]
- 塩冶貞清[35]
- 太田貞連（太田時連の子）
- 大友貞親
- 大友貞宗（貞親の弟・嗣子）
- 大友貞順（貞宗の子）
- 大友貞載（貞順の弟）
- 小笠原貞長（貞宗の兄弟）
- 小笠原貞宗[41]
- 小田貞宗[35][36]（小田氏、貞知? 貞朝?）
- 小山貞朝[35][36][42][43]
- 葛西貞清（清貞）[44]
- 狩野貞親[39]
- 河越貞重[35]
- 工藤貞祐[39]（工藤氏）
- 工藤貞光[39]（工藤氏）
- 工藤貞行（黒石工藤氏）

- 佐々木貞宗[45]（佐々木道誉の養父）
- 佐々木貞氏[35]（佐々木道誉の兄）
- 佐竹貞義[36]
- 渋川貞頼
- 島津貞久
- 少弐貞経
- 千葉貞胤[35][36][46]
- 千葉胤貞[35][46]
- 長井貞秀[35]
- 長井貞重[35]
- 長井貞頼
- 二階堂行貞[35]
- 二階堂貞衡[35]（行貞の子）
- 二階堂貞宗（法名：頓阿）
- 二階堂貞藤
- 二階堂貞綱
- 津守貞能（津守氏）
- 戸次貞直[47]（戸次氏）
- 毛利貞親
- 桃井貞頼（桃井直常・直信・直弘の父）
- 山河貞重[36][48]（山川氏）
- 結城貞広[36][42]

ほか

## 関連作品
テレビドラマ
- 北条時宗 - 2001年、NHK大河ドラマ、演：金子雄→小池城太朗→佐保祐樹